# Iole crypta
Iole crypta (лат.) — вид певчих воробьиных птиц из семейства бюльбюлевых.

## Распространение
Обитают на юго-востоке Мьянмы, юго-западе Таиланда, на Малаккском полуострове, в Сингапуре, на Суматре и ближайших островах (территория Индонезии). Живут в вечнозелёных лесах, на равнинах и в горах на высотах до 825 метров. Также выживает в вырубленных лесах.

## Охранный статус
МСОП присвоил виду охранный статус NT.

## Таксономия и систематика
Некоторые специалисты относили Iole crypta к родам Hypsipetes или Microscelis. Отдельным видом он считается с 2017 года. Ранее имевшее хождение название Iole olivacea Blyth, 1844 было признано Международным союзом орнитологов не валидным.